# Luftangriffe auf Krefeld
Die Luftangriffe auf Krefeld durch alliierte Bomber fügten der Stadt Krefeld während des Zweiten Weltkrieges ausgedehnte Schäden zu. Im Mai 1939 zählte die Stadt 170.968 Einwohner. An kriegswichtigen Einrichtungen verfügte Krefeld neben zahlreichen Industrieanlagen über einen Binnenhafen am Rhein, eine Straßen- und eine Eisenbahnbrücke über den Rhein, einen Rangierbahnhof, ein Bahnbetriebs- und Ausbesserungswerk sowie im Norden der Stadt über einen Fliegerhorst der Luftwaffe.

## Luftangriffe
Krefeld war im Zweiten Weltkrieg 149 Mal von Luftangriffen betroffen. Der erste Luftangriff erfolgte am 22. Mai 1940, als das Edelstahlwerk von einigen Bomben getroffen wurde, wobei nur leichter Sachschaden entstand und keine Menschen zu Schaden kamen. Beim zweiten Luftangriff am 2. Juni 1940 fielen in der Siedlung Bruchhöfe am nördlichen Stadtrand von Krefeld im Ortsteil Traar einige Bomben, die möglicherweise den Fliegerhorst treffen sollten. Zwei Menschen kamen dabei ums Leben.
Am schwersten Luftangriff auf Krefeld am 22. Juni 1943, der 1013 Todesopfer forderte, waren 661 Flugzeuge beteiligt. Allein bei diesem Angriff wurden 6102 Wohnhäuser zerstört, 1340 schwer und 5425 leicht beschädigt. Etwa 80.000 Menschen waren allein nach diesem Luftangriff obdachlos.
Weitere Großangriffe erfolgten am 3. Oktober 1942 (159 Flugzeuge), am 31. Dezember 1944 (108 Flugzeuge), am 11. Januar 1945 (146 Flugzeuge) und am 29. Januar 1945 (142 Flugzeuge).

## Erster Großangriff am 3. Oktober 1942
Am ersten Großangriff auf Krefeld in der Nacht vom 2. auf den 3. Oktober 1942 gegen 02.00 Uhr nachts, bei dem 38 Menschen zu Tode kamen sowie 45 verletzt und rund 2500 obdachlos wurden, nahmen 159 Flugzeuge teil, von denen allerdings sieben ihre Bomben über Düsseldorf abwarfen und nicht über Krefeld. 145 Wohnhäuser und 6 Industriebetriebe wurden restlos zerstört, 414 Häuser wurden schwer beschädigt, 800 mittelschwer und rund 5000 leicht beschädigt. Die stärksten Zerstörungen entstanden im nordwestlichen Teil der Innenstadt im Bereich von Friedrichsplatz, Nordstraße, Schneiderstraße, Kreuzstraße, Neuer Weg, Industriestraße, Nordbahnhof und Lutherische-Kirch-Straße. Auch im Stadtteil Bockum wurden mehrere Häuser vollständig zerstört, ebenso in der Innenstadt im Bereich Neue Linner Straße/Lohstraße. Der Hauptbahnhof und die Industrieanlagen im südlichen Teil der Stadt wurden nicht getroffen, ebenso wenig der Fliegerhorst oder der Rangierbahnhof im Stadtteil Oppum.

## Großangriff am 31. Dezember 1944
Der einzige amerikanische Großangriff auf Krefeld erfolgte am 31. Dezember 1944 gegen 11.00 Uhr mit anfangs 108 Flugzeugen vom Typ B17 Flying Fortress. Er galt dem Rangierbahnhof im Stadtteil Oppum sowie dem Fliegerhorst in Krefeld-Bockum, doch da sich während des Angriffs das Wetter verschlechterte und sich eine dichte Wolkendecke bildete, drehten 25 Bomber wieder ab und griffen Ausweichziele in anderen Städten an. Viele Bomben trafen nicht den Rangierbahnhof oder den Fliegerhorst, sondern freies Feld und die Wohngebiete im Osten der Stadt, vor allem im alten Ortskern von Oppum. Hier wurden die katholische Kirche Heilige Schutzengel sowie der Luftschutzkeller der evangelischen Kirche – allein hier kamen elf Menschen ums Leben – sowie die evangelische Kreuzkirche in Krefeld-Oppum durch Volltreffer stark beschädigt. Bei diesem Angriff kamen 25 Menschen ums Leben. Da am Rangierbahnhof nur relativ geringe Schäden entstanden waren, wurde der Angriff am 11. Januar 1945 wiederholt.

## Großangriff am 11. Januar 1945
Güter- und Rangierbahnhof waren am 11. Januar 1945 gegen 15 Uhr erneut das Ziel eines Großangriffs, an dem 146 Lancasterbomber der RAF teilnahmen, und der 293 Todesopfer forderte. Wieder verfehlten zahlreiche Bomben ihr ursprüngliches Ziel und trafen Wohn- und Geschäftsviertel im Stadtzentrum, vor allem im Bereich von Roßstraße, Marktstraße, Neußer Straße, Gladbacher Straße, Steckendorfer Straße und Ostwall. Auch um den Viktoriaplatz und Hammerschmidtplatz herum entstanden schwere Schäden. Bei diesem Angriff wurden 142 Häuser vollständig zerstört, 480 schwer, 360 mittelstark und 2100 leicht beschädigt. Da die Bahnanlagen erneut nur wenig in Mitleidenschaft gezogen waren, wurden sie am 29. Januar 1945 ein drittes Mal das Ziel eines Großangriffs.

## Großangriff am 29. Januar 1945
Am 29. Januar 1945 wurden Güter- und Rangierbahnhof gegen 14 Uhr von 142 Lancasterbombern angegriffen und stark zerstört. Eine Luftmine detonierte neben dem Bunker in der Freiligrathstraße, ohne dass Menschen zu Schaden kamen. Wieder wurden auch Wohngebäude zerstört, vor allem in Oppum, in der Untergath, Kuhleshütte sowie in der Dießemer Straße, und in Bockum wurden vor allem die Germania-, Dürer-, Waldhof-, Yorck- und Uerdinger Straße getroffen. Viele Bomben trafen den Grüngürtel und den Schönwasserpark. Der letzte Großangriff auf Krefeld forderte 104 Todesopfer.

## Todesopfer und Schäden
Insgesamt kamen in Krefeld 2048 Menschen durch Luftangriffe ums Leben. Es kam zur Vernichtung von 27.800 Krefelder Wohnungen, was einem Zerstörungsgrad von 49,6 % entspricht. Insgesamt wurden ein Drittel aller Wohngebäude, 36 Prozent der Verkehrsanlagen und 70 Prozent der Industrieanlagen zerstört. Abgefahren wurden insgesamt 5.912.500 m³ Trümmerschutt.